# Gmina Lubiewo
Die Gmina Lubiewo ist eine Landgemeinde im Powiat Tucholski der Woiwodschaft Kujawien-Pommern in Polen. Ihr Sitz ist das gleichnamige Dorf (deutsch Lubiewo). 

## Gliederung
Zur Landgemeinde Lubiewo gehören 11 Dörfer (deutsche Namen bis 1945) mit einem Schulzenamt:
| - Bysław (Groß Bislaw) - Bysławek (Klein Bislaw) - Cierplewo (Cierplewo) - Klonowo (Klonowo , 1908–1945 Klontal) | - Lubiewice (Lubau) - Lubiewo (Lubiewo, 1942–1945 Lobfelde) - Minikowo (Minikowo ) - Płazowo (Plassowo) | - Sucha (Suchau) - Trutnowo (Trutnowo) - Wełpin (Welpin) |

Weitere Ortschaften der Gemeinde sind:
| - Bruchniewo - Brukniewo - Koźliny - Sokole-Kuźnica | - Szumiąca - Szyszkówka - Teolog (Theolog) | - Wandowo - Wielonek - Zamrzenica |

## Verkehr
im Gemeindegebiet lagen die Bahnhöfe Bruchniewo und Klonowo an der Bahnstrecke Świecie nad Wisłą–Złotów.

## Persönlichkeiten
- Zygmunt Iwicki (1930–2024), polnisch-schweizerischer Historiker